# NGC 7324
NGC 7324 is een elliptisch sterrenstelsel in het sterrenbeeld Pegasus. Het hemelobject werd op 13 september 1863 ontdekt door de Duitse astronoom Albert Marth.

## Tussen HD 214360 en NGC 7323
Het stelsel NGC 7324 bevindt zich, vanaf de Aarde gezien, ongeveer halfweg tussen de ster HD 214360 en het spiraalstelsel NGC 7323. HD 214360, ten oosten van NGC 7324, is een voorgrondster die bij het melkwegstelsel hoort en de indruk wekt alsof het een trio vormt met de zich veel verder weg bevindende stelsels NGC 7323 en NGC 7324.

## Synoniemen
- MCG 3-57-26
- ZWG 452.36
- KCPG 569B
- PGC 69321